# David Wickberg
Karl David Wickberg, född 30 december 1869 i Göteborg, död 29 november 1950 i Stockholm, var kommendör i Frälsningsarmén, sångförfattare och kompositör.

## Biografi
David Wickberg var son till arbetskarlen Daniel Wickberg och Brita Katarina Dahlgren. Efter avslutad folkskola var han tapetserare och dekoratör. Wickberg genomgick Frälsningsarméns krigsskola i Stockholm 1892, verkade som löjtnant vid kårerna i Västervik, Jönköping och Oskarshamn och var ledare för kårer i Tranås 1893–1894, Växjö 1894, Karlskrona 1895, Sundsvall 1896, Gävle 1897 och Norrköping 1898 samt för Stockholms första kår 1899 och var distriktsofficer i Visby 1900–1901. Han var divisionschef i Karlskrona 1901–1903, Luleå 1903–1904, Jönköping 1904–1907, Stockholm 1910–1911 och 1918–1921 samt Uppsala 1911–1912. Han var assisterande chef för Frälsningarméns krigsskola 1915–1917 och kandidatsekreterare 1918. Wickberg hade förordnande i Storbritannien 1907, var chef för Frälsningsarméns krigsskola i Tyskland 1912–1914 och Schweiz 1922–1925 samt fältsekreterare i Tyskland 1925–1928. Han verkade som territoriell ledare i Danmark 1928–1933, i Schweiz 1933–1941 och i Italien 1933–1938 samt tjänstgjorde som ledare för verksamheten i Sverige 1944–1945. Han blev överstelöjtnant 1921, överste 1926, kommendörlöjtnant 1932 och kommendör 1935.
Sonen Erik Wickberg var Frälsningsarméns general 1969–1974.

## Sånger
Ett urval av sånger där Wickberg komponerat musiken och/eller skrivit eller översatt texten:
- Fram över våg som brusar
- Gå till Jesus, vännen framför alla
- Jag giver mitt allt åt Jesus (alt. Jag giver det allt åt Jesus) diktad 1918.
- Min herde Herren är
- Mitt i all min egen strävan
- Se på Jesus i växlande tider
- Sjung om Jesu underbara kärlek
- Sverige för Gud!
- Till härlighetens höjder i tron jag ställt min färd
- Vad dig möter, vad dig händer